# Big in Japan (canción de Alphaville)
«Big in Japan» es el sencillo debut de la banda alemana Alphaville. Fue extraído de su primer álbum, Forever Young, editado en 1984.
El sencillo fue todo un éxito en varios países, entre ellos Suiza, Alemania, Suecia y Venezuela, en los cuales alcanzó el número 1. También llegó al número 1 en la lista Hot Dance Club Play de Billboard en diciembre de 1984.

## Sencillo original de 1984

### Formatos y remezclas
- Sencillo 7"

A: «Big in Japan» - 3:52
B: «Seeds» - 3:15
- Maxi sencillo 12"

A: «Big in Japan» - 3:52
B: «Seeds» - 3:15
- Maxi sencillo 12"

A: «Big in Japan» (extended re-mix) - 7:25
B: «Big in Japan» (extended instrumental) - 6:10
C: «Big in Japan» (extended vocal) - 7:03

### Posiciones
| País (1984)  | Puesto alcanzado |
| ------------ | ---------------- |
| Alemania     | 1                |
| Austria      | 4                |
| Bélgica (FL) | 2                |
| Francia      | 13               |
| Irlanda      | 4                |
| Italia       | 3                |
| Noruega      | 3                |
| Países Bajos | 5                |
| Sudáfrica    | 5                |
| Suecia       | 1                |
| Suiza        | 1                |
| Reino Unido  | 8                |

| Lista paneuropea (1984) | Puesto alcanzado |
| ----------------------- | ---------------- |
| Europarade              | 1                |

| Listas de Billboard (1984) | Puesto alcanzado |
| -------------------------- | ---------------- |
| Hot Dance Club Play        | 1                |
| The Billboard Hot 100      | 66               |

### Certificaciones
| País     | Organismo certificador | Año certificación | Certificación | Ventas certificadas | Ref.   |
| -------- | ---------------------- | ----------------- | ------------- | ------------------- | ------ |
| Alemania | BVMI                   | 1993              | Oro           | 250 000             | [ 10 ] |

### Sucesión en listas
| Predecesor: «Relax» de Frankie Goes to Hollywood              | Sencillo número 1 en Alemania 6 de abril de 1984 - 26 de abril de 1984 (Tres semanas)                                   | Sucesor: «People Are People» de Depeche Mode |
| Predecesor: «Zu nah am Feuer» de Stefan Waggershausen & Alice | Sencillo número 1 en Suiza 22 de abril de 1984 - 19 de mayo de 1984 (Cuatro semanas)                                    | Sucesor: «Hello» de Lionel Richie            |
| Predecesor: «Hello» de Lionel Richie                          | Sencillo número 1 en el Europarade 26 de mayo de 1984 (Una semana)                                                      | Sucesor: «Hello» de Lionel Richie            |
| Predecesor: «Street Dance» de Break Machine                   | Sencillo número 1 en Suecia 29 de mayo de 1984 - 2 de julio de 1984 (Seis semanas)                                      | Sucesor: «Self Control» de Laura Branigan    |
| Predecesor: «Out of Touch» de Hall & Oates                    | Sencillo número 1 en el Hot Dance Club Play de Billboard 1 de diciembre de 1984 - 14 de diciembre de 1984 (Dos semanas) | Sucesor: «Like a Virgin» de Madonna          |

## Reedición de 1992
Alphaville editó de nuevo la canción, con nuevas remezclas, para que coincidiera con la publicación de su álbum recopilatorio First Harvest 1984-92 en 1992.

### Formatos y remezclas
- Sencillo 7"

A: «Big in Japan 1992 A.D.» (Freedom Mix - Single Edit) - 3:14
B: «Big in Japan» (The Mix) - 4:14
- Sencillo 12"

A: «Big in Japan 1992 A.D.» (Freedom Mix) - 4:51
B1: «Big in Japan 1992 A.D.» (Freedom Dub) - 4:56
B2: «Big In Japan» (The Mix) - 6:05
El sencillo de 12" fue publicado en vinilo blanco y contuvo la única versión Dub de la remezcla Freedom. 
- CD, Maxi sencillo

1. «Big in Japan 1992 A.D.» (Freedom Mix - Single Edit) - 3:14
2. «Big in Japan» (The Mix - Single Edit) - 4:14
3. «Big in Japan 1992 A.D.» (Freedom Mix - Extended Version) - 4:51
4. «Big in Japan» (The Mix - Extended Version) - 6:05

The Mix (Extended Version) era la misma remezcla que el Culture Mix contenido en el álbum First Harvest 1984-92.
- Sencillo 12"

A: «Big in Japan» (Swemix Remix 12") - 8:27
B1: «Big in Japan» (Swemix Remix 7") - 3:57
B2: «Big in Japan» (Swemix Dub) - 6:44
- CD, Maxi sencillo

1. «Big in Japan» (Swemix Remix 7") - 3:57
2. «Big in Japan» (Swemix Remix 12") - 8:27
3. «Big in Japan» (Swemix Dub) - 6:44

## Otras versiones
- En 1984 se lanzó una versión en alemán titulada «Japan ist weit», interpretada por la cantante alemana Sandra.[11]

- Debido al éxito que tuvo la canción en Venezuela, el grupo venezolano Santa Paula hizo una versión suya en español titulada «Grande en Japón», y la editaron en su álbum de 1984 Santa Paula.[12]

- La banda sueca de black metal Embraced hizo su propia versión del tema, que apareció en 2003 añadido al listado original del álbum Amorous Anathema, editado originalmente en 1998.[13]

- En 2000, el grupo alemán Guano Apes hizo su propia versión en su álbum Don't Give Me Names.[14]

- En 2007, el músico español José Galisteo hizo su propia versión en su álbum Remember.[15]

- En 2008, la cantante y guitarrista noruega Ane Brun hizo una versión acústica de la canción destinada a ser incluida en la banda sonora de un documental televisivo sueco llamado Stor i Japan. El tema estuvo asimismo disponible para su descarga digital por internet, además de como pista adicional en su álbum Changing of the Seasons (2008), e interpretado en vivo en su álbum Live at Stockholm Concert Hall (2009).[16]